# Schocken Library (Buchreihe)
Die Schocken Library (Schocken-Bibliothek) ist eine englischsprachige Buchreihe preiswerter Bücher jüdischer Autoren oder Themen, die zwischen 1947 und 1949 in New York erschien (ZDB-ID 2283917-3). Sie enthält Klassiker der jüdischen Literatur (Wissenschaft, Prosa, Lyrik, Folklore usw.), die bei Schocken Books in New York City in den Vereinigten Staaten erschien. Die Reihe umfasst 20 Bände, Nachdrucke erschienen bis 1962.

## Geschichte
Der Verlag hat seinen Ursprung im Berliner Schocken Verlag, der 1931 von dem jüdischen Kaufmann Salman Schocken gegründet wurde. Im Jahr 1934 wanderte Schocken in das Mandatsgebiet Palästina aus, wo das Unternehmen in den hebräischsprachigen Schocken Verlag umgewandelt wurde. 1940 emigrierte Schocken in die USA, und 1945 wurde Schocken Books in New York City gegründet. Der Verlag ist heute ein Imprint von Random House, nachdem er 1987 aufgekauft wurde.

### Besonderheiten
Band 11 Inside Kasrilevke aus dem Jahr 1948 von Scholem Alejchem wurde von Ben Shahn illustriert. Der von Kurt Wilhelm herausgegebene Band Nr. 14 (mit dem Titel Roads to Zion: Four Centuries of Travellers Reports) enthält Erzählungen über Reisen von Juden ins Heilige Land über viele Jahrhunderte. Unter dem Titel Wege nach Zion. Reiseberichte und Briefe aus Erez Jißrael in drei Jahrhunderten war er bereits (wie auch verschiedene andere Bände) als Band Nummer 45 der weit umfangreicheren deutschsprachigen Reihe Bücherei des Schocken Verlags erschienen.

## Bände
Die folgende Übersicht erhebt keinen Anspruch auf Aktualität oder Vollständigkeit:
- 1. The Language of Faith: Selected Jewish Prayers, Nahum N. Glatzer, ed. (1947)
- 2. Galut, Yitzhak F. Baer (1947)
- 3. From the Land of Sheba, S.D. Goitein, ed. (1947)
- 4. The Rabbi of Bacherach, Heinrich Heine (1947)
- 5. Autobiography, Solomon Maimon (1947)
- 6. The Maccabees, Elias Bickermann (1947)
- 7. Parables in German and English, Franz Kafka (1947)
- 8. Ten Rungs: Hasidic Sayings, Martin Buber (1947)
- 9. In the Heart of the Seas, S.Y. Agnon (1947)
- 10. Job’s Dungheap (Job’s Daughters on jacket), Bernard Lazare (1948)
- 11. Inside Kasrilevke, Sholom Aleichem (1948)
- 12. The Ghetto and the Jews of Rome, Ferdinand Gregorovius (1948)
- 13. Under the Fig Tree, Yitzhak Shenberg (1948)
- 14. Roads to Zion, edited by Kurt Wilhelm (1948)
- 15. Benya Krik the Gangster, Babel (1948)
- 16. Hammer on the Rock: A Short Midrash Reader, Nahum N. Glatzer (1948)
- 17: The First Book of Maccabees, Commentary by H. A. Fischel[5] (1948)
- 18: The Travels and Adventures of Benjamin the Third[6], Shalom Jacob Abramowich (1949)
- 19: Zohar, the Book of Splendor, Gershom Scholem (1949)
- 20: Yiddish Proverbs, Hanan J. Ayalti[7], ed. (1949)